# Numerus clausus

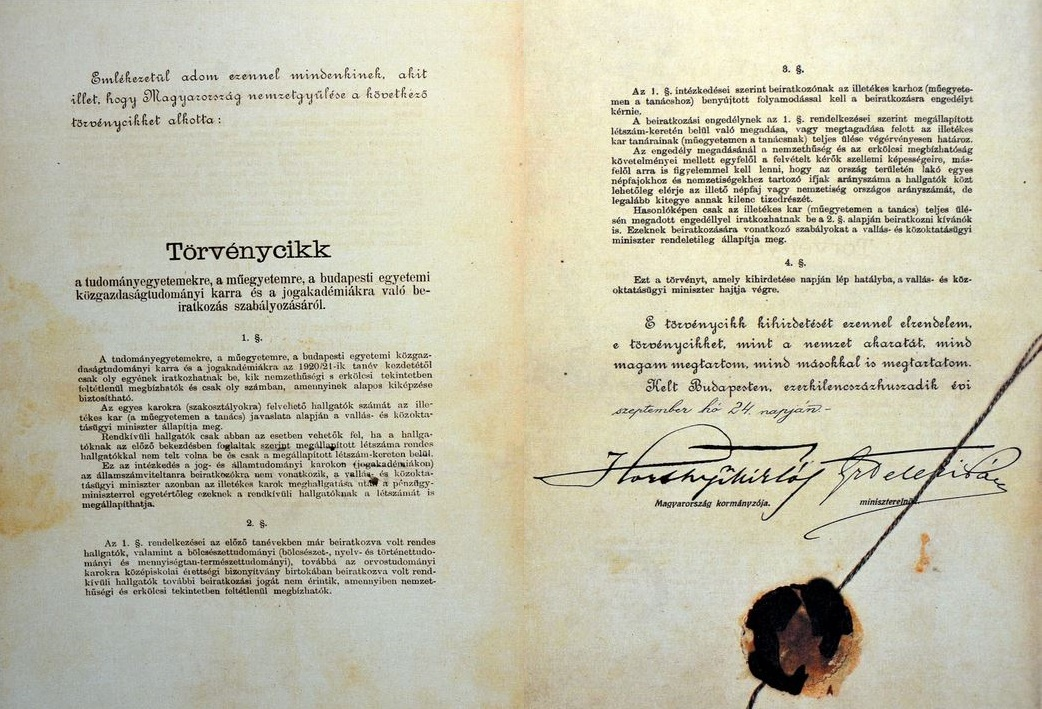
Imagen de libro que alude a la locución latina, NumerusClausus.

Numerus clausus (hasta 2010, españolizado como númerus clausus) es una locución latina de uso actual, y frecuente, que podría traducirse como «relación cerrada», o «número limitado». 
Su significado actual es igual que el significado primitivo, y se usa para indicar que, ante una determinada lista o relación, bien de derechos, o de obligaciones, o bien de sujetos, etc., las normas que la regulan impiden que pueda alterarse dicha relación añadiendo una nueva unidad más, si es distinta de las predeterminadas inicialmente relacionadas.
Es sinónimo de "cupo", aplicado a carreras o instituciones educativas.
A sensu contrario, y para entender mejor su significado, remitimos a la expresión numerus apertus, cuyo significado es antónimo al de numerus clausus, y puede esclarecer su definición.